# Santo Antônio das Missões

Localización de la ciudad de Santo Antônio das Missões en Río Grande del Sur, Brasil.

Santo Antônio das Missões es un municipio brasileño del estado de Río Grande del Sur. Su población estimada para 2014 era de 11 241 habitantes. Ocupa una superficie de 1714,2 km².